# József Lamping
József Lamping (1881 Gödre – 7. prosince 1939 Kaposvár) byl maďarský architekt.

## Život
Narodil se roku 1881 jako syn stavitele Ádáma Gödréna Lampinga a dcery místního poštmistra Borbály Wégererové. Do základní a reálné školy chodil v Pécsi, poté od roku 1895 absolvoval čtyři roky vyšší stavební školu v Budapešti (magisterský titul však získal až v roce 1905), poté studoval rok ve Vídni na Kaiserliche-Königliche Technische Hochshule, kde se seznámil s konstrukcí z betonu a železobetonových moderních stavebních metod. Kromě studia také 8 měsíců pracoval ve společnosti Visnovsky Beton- und Turbinenbau Ingenieur Gesellschaft. Po návratu domů pracoval v otcově stavitelské kanceláři a v roce 1912 otevřeli společnou projekční kancelář na 1 Zárda utca v Kaposváru, Lamping Á. a Fia, která kancelář navrhla budovy v okresech Somogy, Tolna a Baranya. Současně v letech 1906 až 1915 otevřel spolu s Andorrou Csécsy kancelář i v Budapešti.
Poté pravidelně jezdil do Vídně a také na studijní cestu do Mnichova. Od roku 1901 se stal členem Společnosti užitého umění, od roku 1913 oddělení Kaposvár Maďarské společnosti inženýrů a architektů a od roku 1926 Budapešťské inženýrské komory.
Zúčastnil se i první světové války: od roku 1915 byl vojákem 19. pěšího pluku. V roce 1916 působil na ruském bojišti u Sokolova, kde byl na pokyn ministra národní obrany technickým lektorem Inspektorátu válečných hrobů a velitelem 12. letky. Během tohoto období obnovil mnoho válečných hřbitovů a hrobů a naplánoval nové ve východních oblastech Slovenska a Podkarpatské Rusi. Z války se vrátil nemocný, v dalších desetiletích měl kvůli krizím málo práce.

## Výběr z díla
- Baranyajenő, lidová škola
- Bőszánfa, římskokatolický kostel
- Döbrököz, římskokatolická škola
- Gyulaj, škola
- Hajmás, římskokatolický kostel
- Kaposvár, dvě bankovní budovy: na rohu Fő utca–Kossuth utca a na rohu Fő utca–Dózsa utca
- Kaposvár, vila Lamping (pod dnešním stromořadím Istvána Németha 14)

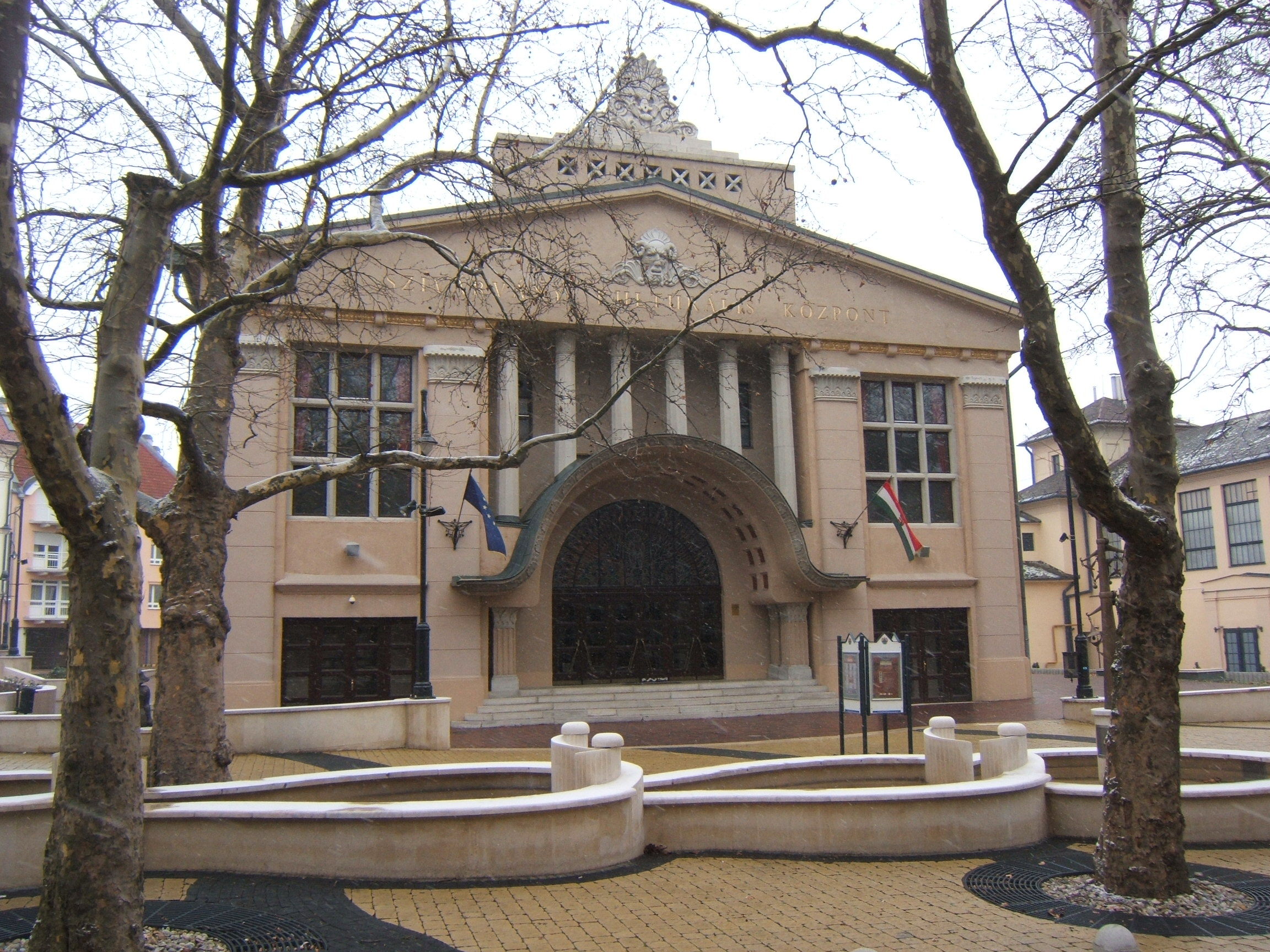
Kulturní dům v Kaposváru

- Kaposvár, budova reformovaného kostela (svého času muzeum)
- Kaposvár, kulturní dům[2]
- Kaposvár, budova biskupství Kaposvár
- Kaposvár, ústřední budova krajské nemocnice, budovy porodnictví a očního lékařství
- Nagymányok, škola a klášter milosrdných sester
- Somogyfajsz, římskokatolický kostel
- Taszár, letištní budovy
- Tékes, evangelický kostel